# Ніколіна Русева
Ніколіна Русева (болг. Николина Русева; нар. 12 травня 1943) — болгарська спортсменка, веслувальниця на байдарці, учасниця Олімпійських ігор.

## Спортивна кар'єра
На Олімпійських іграх 1964 в Токіо Ніколіна Русева брала участь в змаганнях байдарок-одиночок і не потрапила до головного фіналу, зайнявши четверте місце в півфіналі.
На чемпіонаті світу 1966 року в Берліні зайняла восьме місце в змаганнях одиночок.
На чемпіонаті світу 1970 року в Копенгагені знов зайняла восьме місце.